# L'Enquête de l'inspecteur Graham
Pour plus de détails, voir Fiche technique et Distribution.
L'Enquête de l'inspecteur Graham (titre original : The Unguarded Moment) est un film américain en Technicolor réalisé par Harry Keller, sorti en 1956.

## Synopsis
Dans une petite ville, Lois Conway, l'enseignante d'une école où une femme a été récemment assassinée, reçoit des lettres anonymes d'un admirateur. Elle suspecte un de ses étudiants, et lui dit qu'ils ne pourront jamais être amants. Les lettres deviennent de plus en plus pressantes. Lois est bientôt agressée par un individu masqué.

## Fiche technique
- Titre original : The Unguarded Moment
- Réalisateur : Harry Keller
- Scénario : Herb Meadow, Lawrence B. Marcus, Rosalind Russell
- Musique : Herman Stein, Henry Mancini
- Photographie : William H. Daniels
- Montage : Edward Curtiss
- Producteur : Gordon Kay
- Société de production : Universal Pictures
- Pays de production :  États-Unis
- Langue d'origine : anglais américain
- Format : couleur (Technicolor) — 35 mm — 1,85:1 — son : mono (Westrex Recording System)
- Genre : drame, policier, thriller
- Durée : 95 minutes
- Dates de sortie : 
  - États-Unis : 3 octobre 1956 (à Los Angeles)
  - États-Unis : 27 décembre 1956 (sortie nationale)
  - France : 5 avril 1957
- Affiche : Constantin Belinsky (France)

## Distribution
- Esther Williams : Lois Conway
- George Nader : lieutenant Harry Graham
- John Saxon : Leonard Bennett
- Edward Andrews : Mr. Bennett
- Les Tremayne : Principal Pendleton
- Jack Albertson : Prof
- Dani Crayne : Josie Warren
- John Wilder : Sandy
- Edward Platt : Briggs
- Eleanor Audley : la secrétaire de M. Pendleton
- Robert Williams : le détective